# 동래부 순절도 (울산 유형문화재)
동래부 순절도(東萊府 殉節圖)는 울산광역시 남구 울산박물관에 있는 조선시대의 그림이다. 2013년 8월 16일 울산광역시의 유형문화재 제30호로 지정되었다.

## 개요
1592년(선조25년) 4월 15일 동래부사 송상현과 군민들이 왜군에 맞서 싸우다 순절한 사건을 묘사한 회화작품으로, 1834년 변곤의 작품이다.
동래성에서 동래부 군사와 왜군이 대치하고 있는 상황, 경상좌병사 이각과 그 군졸이 도망가는 장면, 송상현 일행의 순절장면 등을 한 폭에 담고 있다.
동래부순절도는 이 그림 외 1760년 변박작품(육군박물관소장, 보물 제392호), 송상현 종가 소장품(충북유형문화재 제223호, 작자미상)이 있다.
다른 동래부순절도에는 보이지 않는 발리봉(鉢里峯), 농주산(弄珠山) 등의 지명이 함께 명기되어 있어 정보전달의 기능과 더불어 당시 유행하던 회화식지도의 영향 등을 추이해 볼 수 있다.
전반적으로 보존상태가 양호하여 화면에 제작연대, 제작자 성명, 제작자의 직위 등의 적혀있어 가치가 매우 높으며, 서양적 색채의 등장, 회화식 지도의 영향, 초기 원근법의 사용, 궁중기록화적 요소 반영 등 19세기 회화의 특징이 보여지므로, 화화사적으로 매우 가치가 높다.

## 참고 자료
- 동래부 순절도 - 국가유산청 국가유산포털